# Pescara Calcio 1994-1995
Questa pagina raccoglie le informazioni riguardanti il Pescara Calcio nelle competizioni ufficiali della stagione 1994-1995.

## Rosa
| N. |                   | Ruolo | Calciatore          |
| -- | ----------------- | ----- | ------------------- |
|    | Italia (bandiera) | D     | Salvatore Alfieri   |
|    | Italia (bandiera) | A     | Edoardo Artistico   |
|    | Italia (bandiera) | D     | Michele Baldi       |
|    | Italia (bandiera) | C     | Giacomo Ceredi      |
|    | Italia (bandiera) | A     | Giuseppe Compagno   |
|    | Italia (bandiera) | P     | Nello Cusin         |
|    | Italia (bandiera) | C     | Emiliano De Juliis  |
|    | Italia (bandiera) | C     | Tiziano De Patre    |
|    | Italia (bandiera) | P     | Morgan De Sanctis   |
|    | Italia (bandiera) | A     | Dario Di Giannatale |
|    | Italia (bandiera) | D     | Massimiliano Farris |
|    | Italia (bandiera) | C     | Giuseppe Ferazzoli  |
|    | Italia (bandiera) | C     | Gianluca Gaudenzi   |
|    | Italia (bandiera) | C     | Michele Gelsi       |

| N. |                   | Ruolo | Calciatore               |
| -- | ----------------- | ----- | ------------------------ |
|    | Italia (bandiera) | A     | Federico Giampaolo       |
|    | Italia (bandiera) | D     | Giovanni Loseto          |
|    | Italia (bandiera) | A     | Pasquale Luiso           |
|    | Italia (bandiera) | A     | Massimo Margiotta        |
|    | Italia (bandiera) | A     | Angelo Montrone          |
|    | Italia (bandiera) | D     | Salvatore Antonio Nobile |
|    | Italia (bandiera) | C     | Ottavio Palladini        |
|    | Italia (bandiera) | D     | Ubaldo Righetti          |
|    | Italia (bandiera) | D     | Gianluca Rosone          |
|    | Italia (bandiera) | P     | Gianpaolo Spagnulo       |
|    | Italia (bandiera) | C     | Salvatore Sullo          |
|    | Italia (bandiera) | C     | Angelo Terracenere       |
|    | Italia (bandiera) | D     | Gill Voria               |

## Risultati

### Serie B
Fonte spettatori:  Serie B 1994-1995, su stadiapostcards.com.

#### Girone di andata
| Arbitro: | Treossi (Forlì) |

|              |           |          |
| Palladini 8’ | Marcatori | 52’ Ripa |

| Arbitro: | Cesari (Genova) |

|                            |           |  |
| Favi 38’ Modica 58’ (rig.) | Marcatori |  |

| Pescara 18 settembre 1994 3ª giornata | Pescara                     | 0 – 0 referto | Verona | Stadio Adriatico (9095 spett.)\| Arbitro: \| Quartuccio (Frattamaggiore) \| |
| Arbitro:                              | Quartuccio (Frattamaggiore) |               |        |                                                                             |

| Arbitro: | Franceschini (Bari) |

|                                               |           |                                |
| De Angelis 10’ Baglieri 43’ Caccia 45’ (rig.) | Marcatori | 8’, 40’ Artistico 89’ De Patre |

| Arbitro: | Lana (Torino) |

|                  |           |                                               |
| Di Giannatale 5’ | Marcatori | 50’ Di Francesco 55’ Fialdini 89’ (rig.) Paci |

| Arbitro: | Messina (Bergamo) |

|                            |           |  |
| De Vitis 24’ Iacobelli 63’ | Marcatori |  |

| Arbitro: | Cardona (Reggio Calabria) |

|           |           |  |
| Baldi 20’ | Marcatori |  |

| Arbitro: | Farina (Novi Ligure) |

|                               |           |  |
| Ganz 63’ Vecchiola 81’, 90+1’ | Marcatori |  |

| Arbitro: | De Prisco (Nocera Inferiore) |

|                             |           |  |
| Di Giannatale 24’ Luiso 47’ | Marcatori |  |

| Arbitro: | Bolognino (Milano) |

|           |           |  |
| Luiso 72’ | Marcatori |  |

| Arbitro: | Stafoggia (Pesaro) |

|                              |           |           |
| Franchi 5’, 29’ Giordano 48’ | Marcatori | 61’ Gelsi |

| Arbitro: | Dinelli (Lucca) |

|               |           |                                                |
| Giampaolo 84’ | Marcatori | 20’ De Silvestro 47’, 70’ Pisano 62’ Ricchetti |

| Arbitro: | Arena (Ercolano) |

|            |           |  |
| Giunti 21’ | Marcatori |  |

| Arbitro: | Bonfrisco (Monza) |

|            |           |             |
| Farris 62’ | Marcatori | 29’ Murgita |

| Arbitro: | Amendolia (Messina) |

|                                             |           |  |
| Incocciati 42’ Bierhoff 60’ Menolascina 90’ | Marcatori |  |

| Arbitro: | Pellegrino (Barcellona Pozzo di Gotto) |

|                          |           |  |
| Montrone 58’ Gelsi 90+1’ | Marcatori |  |

| Arbitro: | Bettin (Padova) |

|          |           |               |
| Negri 3’ | Marcatori | 87’ Ferazzoli |

| Arbitro: | Pairetto (Nichelino) |

|                        |           |           |
| Alfieri 67’ Loseto 83’ | Marcatori | 71’ Bruno |

| Arbitro: | Pacifici (Roma) |

|             |           |                      |
| Criniti 61’ | Marcatori | 30’ (aut.) Mareggini |

#### Girone di ritorno
| Arbitro: | De Prisco (Nocera Inferiore) |

|                          |           |            |
| Calori 57’ Koźmiński 84’ | Marcatori | 39’ Nobile |

| Arbitro: | Bonfrisco (Monza) |

|                                       |           |  |
| Giampaolo 51’ Palladini 52’ Luiso 68’ | Marcatori |  |

| Arbitro: | Gronda (Genova) |

|                                                          |           |                                 |
| Cammarata 41’, 50’ Fermanelli 75’, 86’ Loseto 85’ (aut.) | Marcatori | 52’ Di Giannatale 77’ Margiotta |

| Arbitro: | Pacifici (Roma) |

|                                           |           |                            |
| Di Giannatale 27’, 62’, 90’ Margiotta 78’ | Marcatori | 85’ Artistico 88’ Baglieri |

| Arbitro: | De Santis (Tivoli) |

|                       |           |                |
| Paci 70’ Rastelli 87’ | Marcatori | 14’, 65’ Gelsi |

| Arbitro: | Tombolini (Ancona) |

|               |           |                  |
| Giampaolo 90’ | Marcatori | 25’, 67’ Inzaghi |

| Arbitro: | Arena (Ercolano) |

|                            |           |  |
| Pellegrini 25’ Cerbone 68’ | Marcatori |  |

| Arbitro: | Ceccarini (Livorno) |

|                                                           |           |                                       |
| Nobile 20’ Gelsi 32’ Gaudenzi 45’ Luiso 49’ Giampaolo 81’ | Marcatori | 66’, 71’ Ganz 83’ Rotella 90’ Saurini |

| Arbitro: | Franceschini (Bari) |

|             |           |           |
| Parente 37’ | Marcatori | 15’ Luiso |

| Arbitro: | Borriello (Torre del Greco) |

|                                |           |                        |
| Massara 27’ Amoruso 90’ (rig.) | Marcatori | 13’, 48’ Di Giannatale |

| Arbitro: | Bazzoli (Merano) |

|           |           |  |
| Luiso 87’ | Marcatori |  |

| Arbitro: | Racalbuto (Gallarate) |

|            |           |           |
| Pisano 55’ | Marcatori | 44’ Gelsi |

| Pescara 30 aprile 1995 32ª giornata | Pescara            | 0 – 0 referto | Perugia | Stadio Adriatico (6857 spett.)\| Arbitro: \| De Santis (Tivoli) \| |
| Arbitro:                            | De Santis (Tivoli) |               |         |                                                                    |

| Arbitro: | Lana (Torino) |

|                                 |           |           |
| Lombardini 25’ Murgita 55’, 71’ | Marcatori | 23’ Baldi |

| Arbitro: | Arena (Ercolano) |

|  |           |                                             |
|  | Marcatori | 22’ (aut.) Gelsi 39’ Binotto 57’ Zanoncelli |

| Cesena 21 maggio 1995 35ª giornata | Cesena        | 0 – 0 referto | Pescara | Stadio Dino Manuzzi (2980 spett.)\| Arbitro: \| Rosica (Roma) \| |
| Arbitro:                           | Rosica (Roma) |               |         |                                                                  |

| Arbitro: | Stafoggia (Pesaro) |

|           |           |           |
| Luiso 75’ | Marcatori | 58’ Negri |

| Arbitro: | Bettin (Padova) |

|                                     |           |                                                    |
| Ayew 22’, 56’ Russo 74’, 90’ (rig.) | Marcatori | 13’ Giampaolo 23’, 27’, 42’ Montrone 76’ Margiotta |

| Arbitro: | De Santis (Tivoli) |

|                             |           |  |
| Margiotta 53’ Giampaolo 78’ | Marcatori |  |

### Coppa Italia

#### Turni eliminatori
| Arbitro: | Arena (Ercolano) |

|  |           |            |
|  | Marcatori | 62’ Hübner |

## Statistiche

### Statistiche di squadra
| Competizione | Punti       | In casa | In casa | In casa | In casa | In casa | In casa | In trasferta | In trasferta | In trasferta | In trasferta | In trasferta | In trasferta | Totale | Totale | Totale | Totale | Totale | Totale | DR  |
| Competizione | Punti       | G       | V       | N       | P       | Gf      | Gs      | G            | V            | N            | P            | Gf           | Gs           | G      | V      | N      | P      | Gf     | Gs     | DR  |
| ------------ | ----------- | ------- | ------- | ------- | ------- | ------- | ------- | ------------ | ------------ | ------------ | ------------ | ------------ | ------------ | ------ | ------ | ------ | ------ | ------ | ------ | --- |
| Serie B      | 46          | 19      | 10      | 5       | 4       | 29      | 22      | 19           | 1            | 8            | 10           | 21           | 41           | 38     | 11     | 13     | 14     | 50     | 63     | -13 |
| Coppa Italia | Primo Turno | 1       | 0       | 0       | 1       | 0       | 1       | 0            | 0            | 0            | 0            | 0            | 0            | 1      | 0      | 0      | 1      | 0      | 1      | -1  |
| Totale       | 46          | 20      | 10      | 5       | 5       | 29      | 23      | 19           | 1            | 8            | 10           | 21           | 41           | 39     | 11     | 13     | 15     | 50     | 64     | -14 |